# Tí Cô Nương
Tí Cô Nương (tiếng Pháp: La Schtroumpfette, tiếng Anh: Smurfette) là một trong những nhân vật chính trong bộ truyện tranh Xì Trum. Smurfette được tạo ra bởi gã phù thủy độc ác Gà Mên, kẻ thù của loài Xì Trum, nhằm theo dõi họ và gieo rắc lòng ghen tị. Tuy nhiên, cô ấy quyết định rằng cô ấy muốn trở thành một Xì Trum thực sự và Tí Vua đã làm phép thay đổi mái tóc của cô từ đen sang vàng như một dấu hiệu cho thấy sự biến đổi của cô. Cô là nữ Xì Trum duy nhất cho đến khi tạo ra Sassette.  Granny Smurf sau đó cũng được giới thiệu, mặc dù không rõ cô ấy được tạo ra như thế nào. Thierry Culliford, con trai của người sáng tạo truyện tranh, Peyo, và hiện là người đứng đầu Studio Peyo, đã thông báo vào năm 2008 rằng sẽ có nhiều Xì Trum nữ hơn sẽ được giới thiệu trong truyện. Tí Cô Nương có những nét nữ tính theo khuôn mẫu, với mái tóc dài gợn sóng màu vàng, lông mi dài, mặc một chiếc váy trắng và giày cao gót trắng. Cô ấy là người trong mộng của hầu hết Xì Trum nam khác.
Lucille Bliss là người lồng tiếng cho Tí Cô Nương trong 219 tập  phim hoạt hình. Tí Cô Nương được lồng tiếng bởi ca sĩ nhạc pop Katy Perry trong phiên bản điện ảnh năm 2011, và phần tiếp theo vào năm 2013.